# Буба Корели
Амар Хоџић (Сарајево, 22. септембар 1989), познатији под псеудонимом Буба Корели (изворно Buba Corelli), босанскохерцеговачки је репер, текстописац, музички продуцент и предузетник. Познат је по музичким сарадњама са репером Џалом Братом.

## Каријера

### Музички почеци
Амар Хоџић је рођен 22. септембра 1989. године у Сарајеву. Музиком је почео да се бави још као тинејџер. Прву песму је снимио 2004. године са својим пријатељем са којим је убрзо потом основао групу Корели дуо (Corelli Duo), одакле потиче и његово уметничко име. Из тог периода се издвајају песме које је снимио са сарајевским репером Муамером Софтићем, познатијим под именом Мемо — Човјек са два лица 2006. и Тарантула 2007. године.
Након распада групе Корели дуо, Амар је престао да се бави реповањем, све до 2009. године, када је почео да репује и наступа заједно са сарајевском реп групом G-Recordz. У том периоду, Амар је почео да наступа под уметничким именом Буба Корели и 2011. је објавио песму Oh No, која га је представила широј публици и донела му већу популарност. Уследиле су песме Дижите упаљаче и Невина. Следеће године је гостовао на албуму Troyanac тузланског репера Френкија, са којим је снимио песму Frenkie i Buba Corelli (RMX).

### Почетак сарадње са Џалом
Две године касније, Амар је током наступа групе Блантбилон (BluntBylon) упознао је Јасмина Фазлића, познатијег као Џала Брат. Буба и Џала су убрзо потом започели сарадњу и јуна 2013. године објавили песму Калашњиков, којом су најавили заједнички албум. ЕП под називом SA Sin city изашао је исте године, а на њему се налази пет песама.
На пролеће 2014. године, Буба и Џала су заједно са Ђусом снимили песму Гријех. Новембра исте године, Буба и Џала су издали песму Без тебе, којом су најавили нови заједнички албум. Албум, који носи назив Пакт са ђаволом, изашао је 13. децембра те године, а музику, текст и аранжман за све песме радили су Џала и Буба. На албуму се налази 13 песама плус две бонус траке. Матрицу за једну песму радио је KiboBeatz, док су на осталим песмама радила само њих двојица. Наставили су сарадњу са Ђусом, па се он појављује на песми Гето мајке, а као гости, на албуму се још појављују Сеџ Маторуга, Раста и MC N. Албум је урађен у Темпо продукцији и сниман у студију RedEye Vision. Поред песме Без тебе, спотови су снимљени и за песме 22 и Борба.

### Хапшење и сарадње са популарним музичарима
Буба је 2015. године наставио сарадњу са Растом, са којим је снимио песму Хабиби. Међутим, средином године је ухапшен због сумње да се бавио трговином дроге, па је песма објављена крајем године, а спот је снимио Раста. Одмах наког његовог одласка у затвор, Џала је објавио песму Дом, коју је посветио Буби.
Амар је пуштен на слободу маја 2016. године, када је заједно са Џалом наставио да ствара, и у том периоду су одлучили да промене правац и посветили се сарадњи са регионалним поп-фолк певачима. Тако су половином године објавили песму То ме ради, коју су снимили са Мајом Беровић. Октобра исте године избацио је сингл Спорије. Недуго потом је објавио и песму Comfort, којом је најавио нови албум. У исто време је и Џала објавио сингл La Martina, који је такође био најава за нови албум. Заједнички албум, под насловом Круна, објављен је убрзо након тога и садржи осам песама, од којих само две представљају дует овог двојца, док су остале песме синглови. На једном од дуета као гост се појављује Елена Китић, ћерка Милета Китића и Марте Савић.
Песма То ме ради је стекла велику популарност, па је уследила истоимена турнеја широм Европе, када су њих двојица са Мајом наступали у Немачкој, Аустрији, Швајцарској, Холандији, Шведској и Луксембургу, као и широм Балкана. Због великог успеха, двојац је наставио сарадњу са Мајом и она је јула 2017. године избацила албум Викторијина тајна који су за њу урадили Буба и Џала, на ком се налазе и песме Balmain и Мала ломи на којима се и на певачким деоницама појављује овај двојац.
Заједно са Миланом Станковићем је почетком 2017. године објавио песму Его, која је постала изузетно популарна и на Јутјубу броји преко 60 милиона прегледа. Исте године, сарађивао је са Наидом Бешлагић, са којом је објавио песму Премија, а на песми Нема боље, коју је снимио са Џалом, појављује се и Раф Камора, популарни немачки репер. Поред ових песама, те године је издао и синглове Уста на уста и Опасно и дует са Џалом под називом Ултиматум.
Услед велике популарности у региону, Буба и Џала су марту 2017. године одржали велики концерт у Дому младих у Сарајеву, где су се као гости појавили Елена Китић, Маја Беровић, Римски, Корона и Гастоз. Годину дана након тога, одржали су и концерт на београдском стадиону Ташмајдан 23. јуна 2018, где је присуствовало више од 15 хиљада посетилаца, а 9. августа су напунили и сарајевску дворану Скендерија.

### Мејнстрим популарност
У априлу 2018. године Буба и Џала су песмом Mafia најавили излазак новог албума под називом Алфа и омега. Песме које се налазе на албуму наставили су да објављују и промовишу засебно као синглове, а након Мафије, Буба је са албума издао песму Balenciaga, која је добро прошла међу његовим обожаваоцима и представља тренутно најпопуларнију његову песму са преко 70 милиона прегледа на Јутјубу. Тада је Буба имао препирку са МС Стојаном због његове песме La Miami.
Следећа песма са албума изашла је непосредно пре концерта на Ташмајдану. Песма носи назив Она'е и представља сарадњу са Цобијем. Месец дана након тога, Буба Корели је издао још један дует са Мајом Беровић под називом Право време. Песма се налази на њеном албуму 7, за чију израду су били задужени Буба и Џала.
Крајем године је настављена сарадња са Растом, па су Буба и Џала са њим објавили песму Бенга по снијегу, која такође представља део албума Алфа и омега. Музику и текст су радили они, док је на аранжману радио RimDa, а за микс и мастер је заслужан KC Blaze.
Буба Корели је, заједно са Џалом и Ацом Лукасом, за Нову годину наступао у Штарк арени у Београду.
Шести сингл са албума изашао је 13. јануара 2019. године и носи назив Мила. Карактерише га за Бубу и Џалу нетипичан спот, који је радио Арнеј Мисирлић.
Током каријере, Буба Корели је сарађивао са великим бројем музичара, међу којима су Гоца Тржан, Дадо Полумента, Милица Павловић, Дара Бубамара и други. Поред тога, заједно са Џалом је радио на песмама за бројне певаче. Поред Маје Беровић, овај двојац је урадио албум за Бецу Фантастика, а написали су песму Туторијал за Северину.
Заједно са Џалом, Буба је власник продукцијске куће Imperia, а поред тога су власници и студија RedEye Vision.

## Приватни живот
Буба Корели је рођен је рођен 22. септембра 1989. године у Сарајеву као Амар Хоџић. Одрастао је у насељу Алипашино, коме је посветио једну од својих првих песама. Похађао је основну школу Меша Селимовић, а потом и Четврту гимназију на Илиџи.
Јуна 2015. године, Амар је, заједно са још 12 особа, био ухапшен због основане сумње да је на подручју кантона Сарајево неовлашћено продавао, нудио на продају, ради продаје куповао, као и посредовао у продаји дроге. Најпре му је одређен једномесечни притвор, али је исти потом продужаван, тако да је затвор напустио тек у мају 2016. године. Након изласка из затвора, запросио је своју девојку Јасмину Ђудерију, коју је упознао још у средњој школи, а са којом је у вези од 2009. године. Амар Хоџић је крајем септембра 2019. осуђен на годину дана затвора због диловања дроге у Сарајеву.
Јуна 2016. године нападнут је током наступа у Добоју, када је у ноћном клубу погођен у потиљак флашом, а три особе су након тога ухапшене и оптужене за напад.
Буба је августа 2017. године био кум на венчању Џале Брата и Алме Икановић.

## Дискографија

### Албуми и ЕП-ови
- ( Џала Брат, 2013)
- Зулум (2014)[34]
- Пакт с ђаволом (ft. Џала Брат, 2014)
- Круна (ft. Џала Брат, 2016)
- Алфа и омега (ft. Џала Брат, 2018)
- Goat Season (ft. Џала Брат, 2024)

### Синглови
- Човјек са два лица (ft. Мемо, 2006)
- Тарантула (ft. Мемо, 2007)
- (2011)
- Дижите упаљаче (2012)
- ( Френки, 2012)
- Невина (2013)
- Ја те више не волим (ft. Mirela Rella, 2014)
- Хабиби (ft. Раста, 2015)
- То ме ради (ft. Џала Брат и Маја Беровић, 2016)
- Комфорт (2016)
- Фетиш (2016)
- Стари радио (ft. Џала Брат, 2016)
- Њу би да љубим (2016)
- Доказ (2016)
- Спорије (2016)
- Клинка (ft. Џала Брат, 2016)
- Не волим (ft. Џала Брат и Елена, 2016)
- Его ( Џала Брат и Милан Станковић, 2017)
- Ултиматум (ft. Џала Брат, 2017)
- Уста на уста (2017)
- Нема боље (ft. Џала Брат и Раф Камора, 2017)
- Премија (ft. Наида Бешлагић, 2017)
- Опасно (2017)
- ( Џала Брат, 2018)
- (2018)
- Она'е (ft. Џала Брат и Цоби, 2018)
- Право време (ft. Маја Беровић, 2018)
- Ризик (ft. Селма Бајрами, 2018)
- Бенга по снијегу (ft. Џала Брат, Раста, 2018)
- Мила ( Џала Брат, 2019)
- Беби ( Џала Брат, 2019)
- Камиказа (ft. Џала Брат, Senidah, 2019)
- O.D.D.D. (ft. Џала Брат, Цоби, 2019)
- Зове Вијена (ft. Џала Брат, Раф Камора, 2019)
- Карантин (ft. Џала Брат; 2020)
- Пабло (ft. Џала Брат, Милан Станковић; 2020)
- 7ИЦЕ ( Џала Брат, Сајфер, 2024)
- Монстер (ft. Џала Брат, 2024)
- Без кода (ft. Џала Брат, 2024)
- Муња ( Џала Брат, 2024)
- Јапан (ft. Џала Брат, 2024)
- Холивуд (ft. Џала Брат, Раста, 2024)
- Каталеја (ft. Џала Брат, 2024)
- Аритмије (ft. Џала Брат, Северина, 2024)
- Розалија (ft. Џала Брат, 2024)